# Frugerès-les-Mines
Frugerès-les-Mines – miejscowość i gmina we Francji, w regionie Owernia-Rodan-Alpy, w departamencie Górna Loara.
Według danych na rok 1990 gminę zamieszkiwało 567 osób, a gęstość zaludnienia wynosiła 525 osób/km² (wśród 1310 gmin Owernii Frugerès-les-Mines plasuje się na 371. miejscu pod względem liczby ludności, natomiast pod względem powierzchni na miejscu 1048.).